# Panopea ralphi
Panopea ralphi is een uitgestorven tweekleppige uit de familie van de Hiatellidae. De wetenschappelijke naam van de soort in 1926 als Panope ralphi gepubliceerd door Harold John Finlay.